# Дуб Гунали
«Дуб Гунали» (укр. «Дуб Гуналі») — ботанический памятник природы местного значения, расположенный на территории Подольского района города Киева (Украина). Создан 27 ноября 2009 года. Землепользователь — коммунальное предприятие по содержанию зелёных насаждений в Подольском районе.

## История
Статус ботанического памятника природы местного значения был присвоен решением Киевского горсовета № 713/2782 от 27 ноября 2009 года с целью сохранения, охраны и использования в эстетических, воспитательных, природоохранных, научных и оздоровительных целях наиболее ценных экземпляров паркового строительства. На территории памятника природы запрещена любая хозяйственная деятельность, в том числе ведущая к повреждению природных комплексов.

## Описание
Памятник природы расположен в исторической местности посёлок Шевченко у частного дома по адресу переулок Александра Бестужева, 3.  Дерево  ограждено с декабря 2018 года, есть охранный знак. 
Объект охраны — один дуб черешчатый (Quércus róbur). Возраст дерева свыше 350 лет. Охват ствола 4,3 м (на высоте 1,3 м), высота 25 м.